# Rudy Metz
Rudolf (Rudy) Metz (Nes (Ameland), 13 december 1958) is een voormalig Nederlands voetballer. Hij speelde in het Nederlandse betaalde voetbal bij SC Cambuur, SC Veendam, SC Heracles, FC Emmen en sc Heerenveen. Daarna voetbalde hij nog voor de amateurs van Hoogeveen en Beilen.

## Loopbaan

### Eerste profcontract
Op zijn elfde werd hij lid van Geel Wit, de voetbalclub van de eilanddorpen Nes en Buren. Het sportterrein lag tussen beide dorpen in. 
Als 18-jarige speelde hij zich, in het eerste elftal van de vierdeklasser uit Ameland, in de kijker bij SC Cambuur. 
Hij vertrok in 1977 als amateur en tekende een jaar later zijn eerste profcontract. Daarmee werd hij de eerste profvoetballer ooit van Ameland.  

### Doorbraak
Bij Cambuur kon hij niet rekenen op een basisplaats. In drie seizoenen scoorde hij twee treffers in 28 competitieduels. De kopsterke centrumspits verhuisde in 1980 naar SC Veendam.
In Oost-Groningen vond hij in het begin zijn draai nog niet. Hij belandde al gauw op de bank. Zijn doorbraak kwam op 23 november 1980 in de thuiswedstrijd tegen SC Amersfoort. Veendam keek halverwege tegen een 0-1 achterstand aan. Rudy Metz kwam na de rust in het veld en hij scoorde vier keer (4-1).  Op 6 maart 1982 scoorde hij in de thuiswedstrijd tegen datzelfde SC Amersfoort (eindstand 5-1) al na acht seconden, terwijl de gasten de aftrap hadden genomen. Die ze dus direct nog een keer konden nemen. 
Bij Veendam werd Metz drie jaar op rij clubtopscorer.

### Naar Eredivisie
SC Heracles was in 1984 zijn volgende club. In zijn eerste jaar werd de Almelose eerstedivisionist kampioen en promoveerde naar de Eredivisie. Er was weinig geld voor versterkingen en na een jaar degradeerde Heracles weer. Metz scoorde in zijn enige Eredivisiejaar zeven doelpunten.  

### FC Emmen
Na twee seizoenen bij Heracles vertrok hij naar FC Emmen. Hij speelde vier seizoenen voor de club uit Drenthe, onderbroken door een eenjarig uitstapje naar sc Heerenveen.
In 1990 haalde Emmen de nacompetitie en speelde voor promotie naar de Eredivisie. Metz liep op 30 mei 1990 een zware knieblessure op in de terugwedstrijd van de finale tegen zijn vorige club Heerenveen. De wedstrijd werd door twee vroege goals met 2-0 verloren. In de heenwedstrijd had Emmen met 1-0 gewonnen door een doelpunt in de laatste minuut van Metz. Door de blessure miste hij grotendeels het daaropvolgende seizoen.
Hij wilde in 1991 voor PEC gaan spelen maar hij kwam niet door de medische keuring.

### Amateurs
Op 32-jarige leeftijd kwam een einde aan zijn profloopbaan. Hij ging voetballen bij eersteklasser Hoogeveen waar zijn broer Theo Metz de trainer was. Na drie jaar vertrok hij naar Beilen waar zijn broer een seizoen eerder als coach aan de slag was gegaan.
Hij bleef na zijn actieve loopbaan als scout van Veendam bij het voetbal betrokken en speelde tot zijn 57e jaar in een lager elftal van amateurclub Veendam 1894. 
Rudy Metz komt uit een voetbalfamilie. Zijn broer Francisco Metz speelde voor de profclubs SC Cambuur, SC Veendam en FC Emmen. Zijn oudste broer Gradus was bestuurslid van FC Emmen in de tijd dat Rudy er voetbalde. Zijn andere broer Theo was trainer bij amateurverenigingen.

## Wedstrijdstatistieken
| Seizoen | Club          | Competitie     | wed. | goals |
| ------- | ------------- | -------------- | ---- | ----- |
| 1977/78 | SC Cambuur    | Eerste divisie | 6    | 0     |
| 1978/79 | SC Cambuur    | Eerste divisie | 14   | 2     |
| 1979/80 | SC Cambuur    | Eerste divisie | 8    | 0     |
| 1980/81 | SC Veendam    | Eerste divisie | 31   | 17    |
| 1981/82 | SC Veendam    | Eerste divisie | 34   | 16    |
| 1982/83 | SC Veendam    | Eerste divisie | 29   | 12    |
| 1983/84 | SC Veendam    | Eerste divisie | 29   | 7     |
| 1984/85 | SC Heracles   | Eerste divisie | 26   | 8     |
| 1985/86 | SC Heracles   | Eredivisie     | 29   | 7     |
| 1986/87 | FC Emmen      | Eerste divisie | 34   | 15    |
| 1987/88 | SC Heerenveen | Eerste divisie | 27   | 13    |
| 1988/89 | FC Emmen      | Eerste divisie | 25   | 5     |
| 1989/90 | FC Emmen      | Eerste divisie | 33   | 11    |
| 1990/91 | FC Emmen      | Eerste divisie | 9    | 1     |
| Totaal  | Totaal        | Totaal         | 334  | 114   |